# Carlo Crivelli

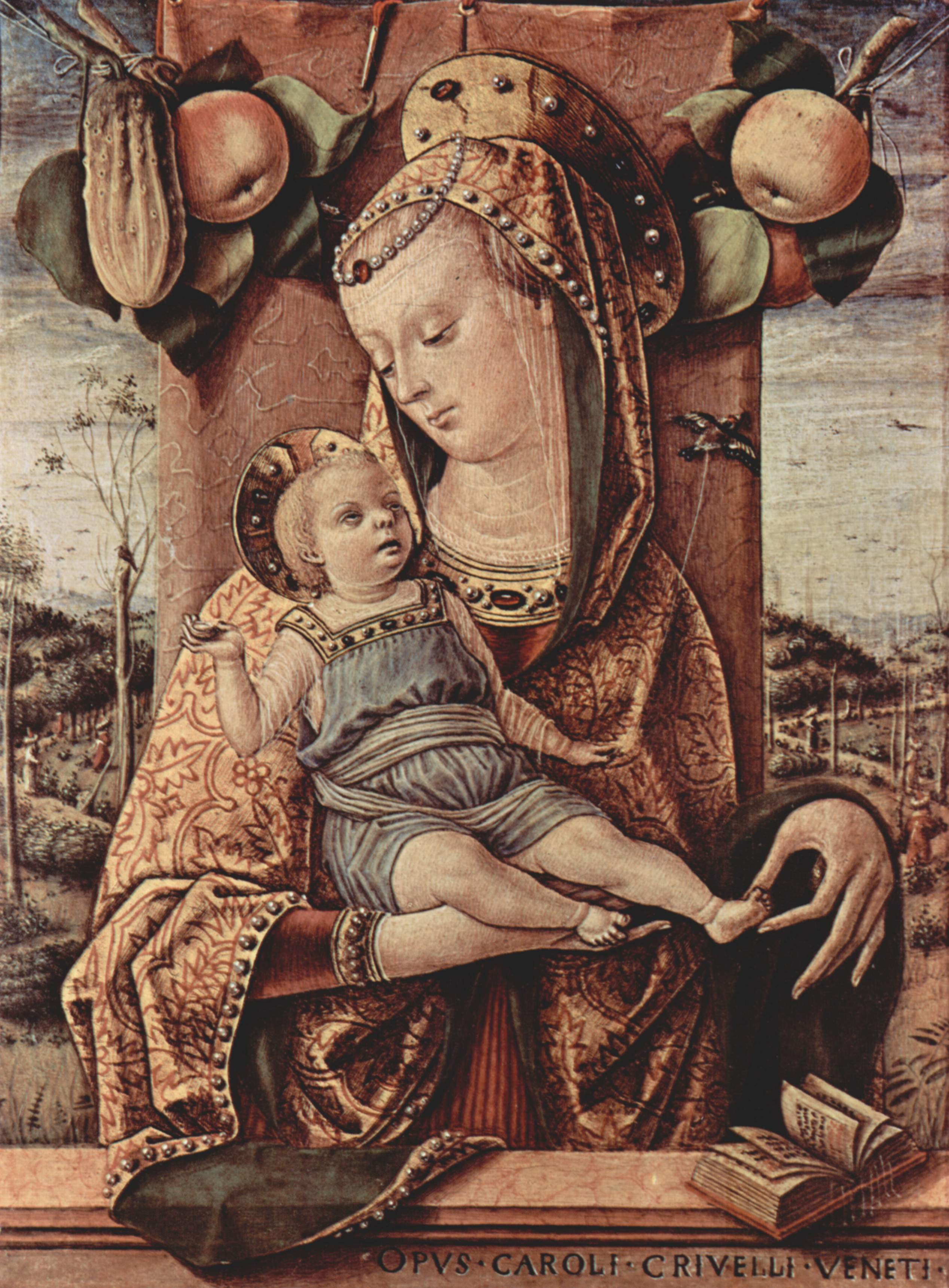
Maria

Carlo Crivelli (Venetië, tussen 1430 en 1435 – 1493) was een Venetiaans schilder behorend tot de renaissance en het Quattrocento. Carlo Crivelli stamde uit de kunstenaarsfamilie Vivarini.

## Leven
Crivelli zou op jeugdige leeftijd eerst in leer zijn gegaan bij zijn vader Jacopo Crivelli. Over de schilder zelf is niet veel bekend. De enige verwijzing naar deze schilder staat in een arrestatiebevel, waar hij werd veroordeeld voor samenleven met de vrouw van een schipper die op zee was. Hij moest hiervoor 6 maanden de gevangenis in. Wanneer hij vrijkomt besloot hij op reis te gaan naar Italië, waar hij een tijdje verbleef in de Italiaanse streek Marche en in de stad Padua.
Crivelli was goed in portretteren, vooral van meisjes en vrouwen. Zo kon hij zijn kinderlijke madonna’s een volmaakt gezicht geven door lijn en kleur te verfraaien. Het is dat vermogen dat hem in de kunstwereld een plaats naast Antonello of Botticelli bezorgt.
- Biblioteca Nacional de España: XX1748801
- Bibliothèque nationale de France: cb12269503m (data)
- Gemeinsame Normdatei: 118872176
- International Standard Name Identifier: 0000 0000 7325 8791
- Library of Congress Control Number: n87894087
- Nationale Bibliotheek van Letland: 000241397
- Bibliotheek van het Japanse parlement: 00512697
- Nationale Bibliotheek van Tsjechië: xx0308175
- Nationale Bibliotheek van Israël: 987007272707205171
- Nationale Bibliotheek van Polen: a0000003171633
- Nationale en Universitaire bibliotheek Zagreb: 000364487
- Nederlandse Thesaurus van Auteursnamen: 070417296
- Réseau des bibliothèques de Suisse occidentale: 02-A012352415
- RKD-Nederlands Instituut voor Kunstgeschiedenis: 19157
- Istituto Centrale per il Catalogo Unico: RAVV014945
- LIBRIS: 241975
- SNAC: w6k40df8
- Système universitaire de documentation: 031489834
- Trove: 804888
- Union List of Artist Names: 500005092
- Virtual International Authority File: 2743313
- WorldCat: E39PBJbWyJJ7HrJWBKvmQxwpyd